# Invest in Sweden Agency

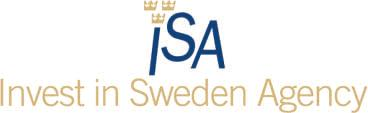
Logo der ISA

Invest in Sweden Agency (ISA) ist eine schwedische Behörde mit der Zuständigkeit, ausländischen Investoren Geschäftsgelegenheiten zu unterbreiten. Sie ist dem Außenministerium unterstellt. Unternehmen, die interessiert sind, Aktivitäten in Schweden aufzunehmen oder zu erweitern, können Informationen und Unterstützung von der ISA und deren regionalem und internationalem Netzwerk beziehen.
Neben der Hauptverwaltung in Stockholm unterhält die ISA Geschäftsstellen in New York City, Shanghai und Tokio sowie Vertretungen in London, Dänemark, Deutschland, Indien, Südkorea und Taiwan. Weltweit arbeitet die ISA auch mit den schwedischen Botschaften und Konsulaten zusammen.
Die große Mehrheit der ISA-Mitarbeiter kommt aus dem Unternehmenssektor und besitzt Erfahrungen aus Investitions-Prozessen. Diese Voraussetzungen tragen dazu bei, professionelle Beratung für erfolgreiche Geschäfte in Schweden zu gewährleisten.
ISA ist ein Mitglied der World Association of Investment Promotion Agencies (WAIPA).